# 下影の棚田
下影の棚田（しもかげのたなだ）は、徳島県三好市井川町井内西にある棚田。日本の棚田百選・にし阿波お勧めビューポイント100選選定。

## 概要
下影の棚田は標高約400mのところあり、1999年に上勝町の樫原の棚田と共に農林水産省の日本の棚田百選に選定された。約35枚（計約70アール）の田が広がり、当時は3戸の地元農家が米を栽培していた。
また棚田の真ん中には渓流が流れており、管理された水田が連なって美しい景観を形成している。

## 交通
- JR徳島線「辻駅」より車で約15分。